# Platythyrea parallela
Platythyrea parallela är en myrart som först beskrevs av Smith 1859.  Platythyrea parallela ingår i släktet Platythyrea och familjen myror. Inga underarter finns listade i Catalogue of Life.

## Bildgalleri

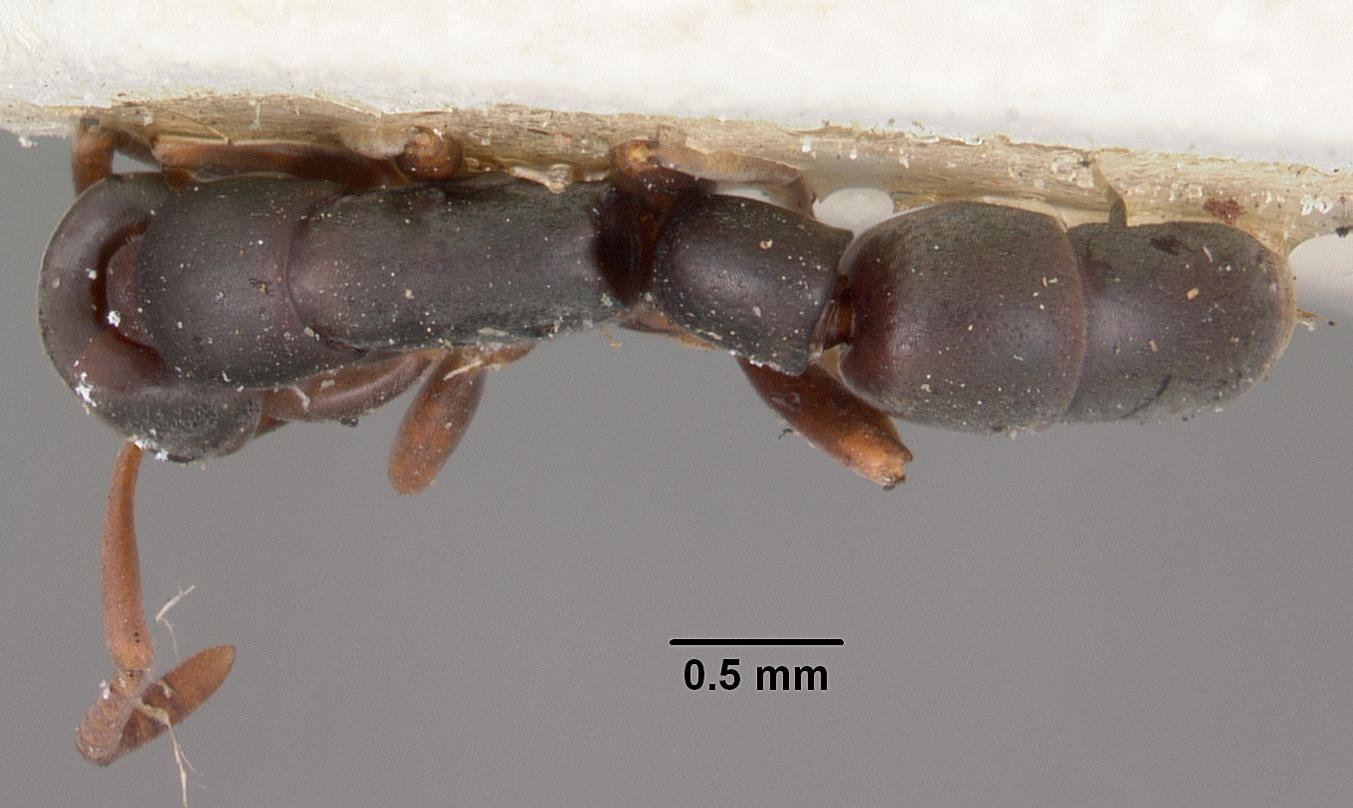
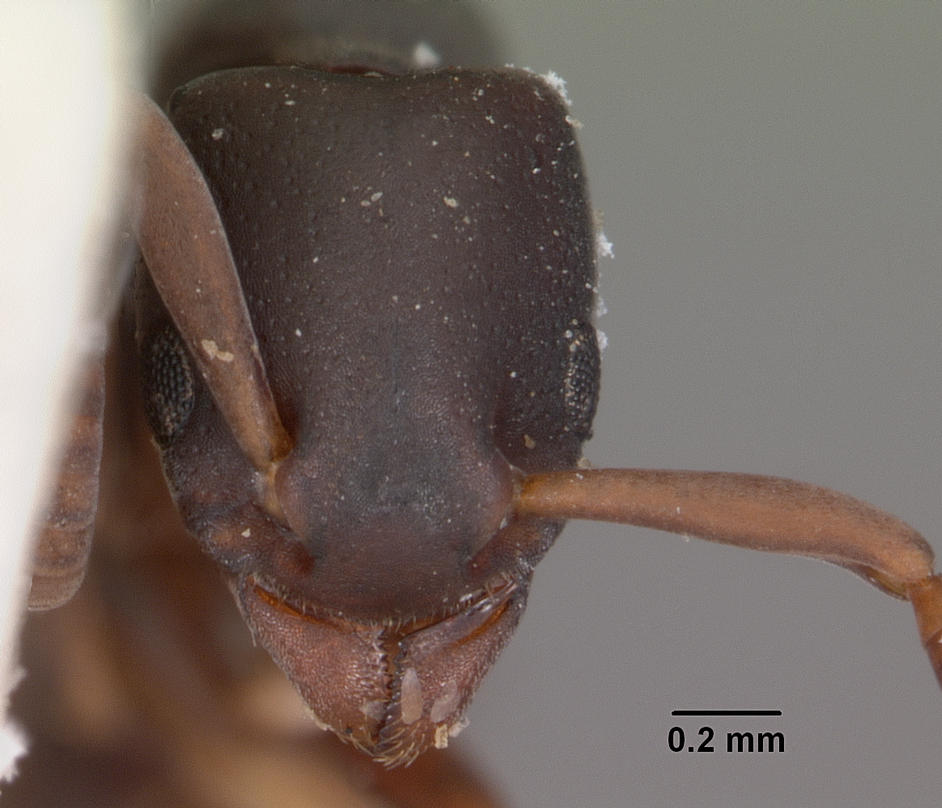
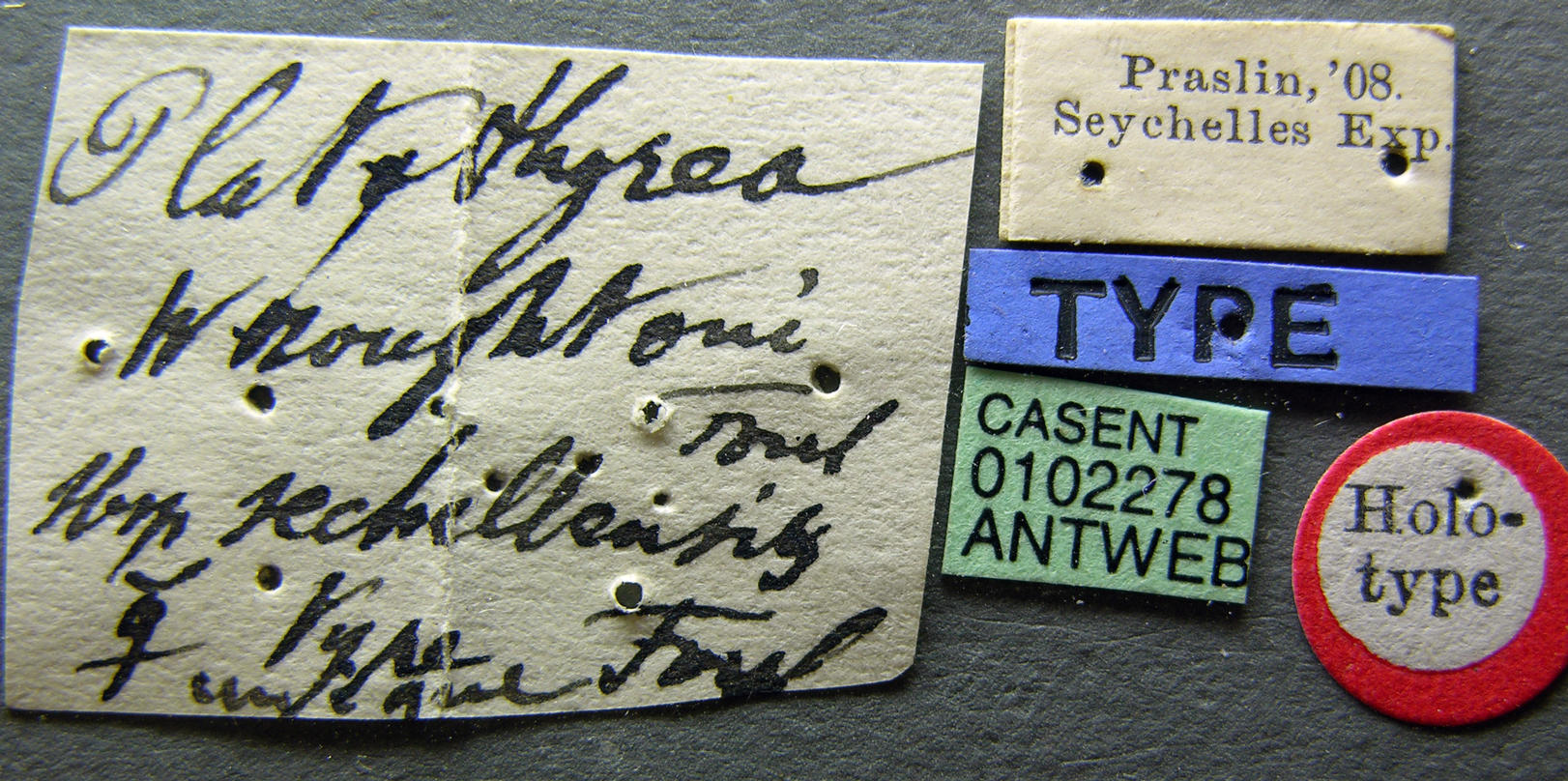
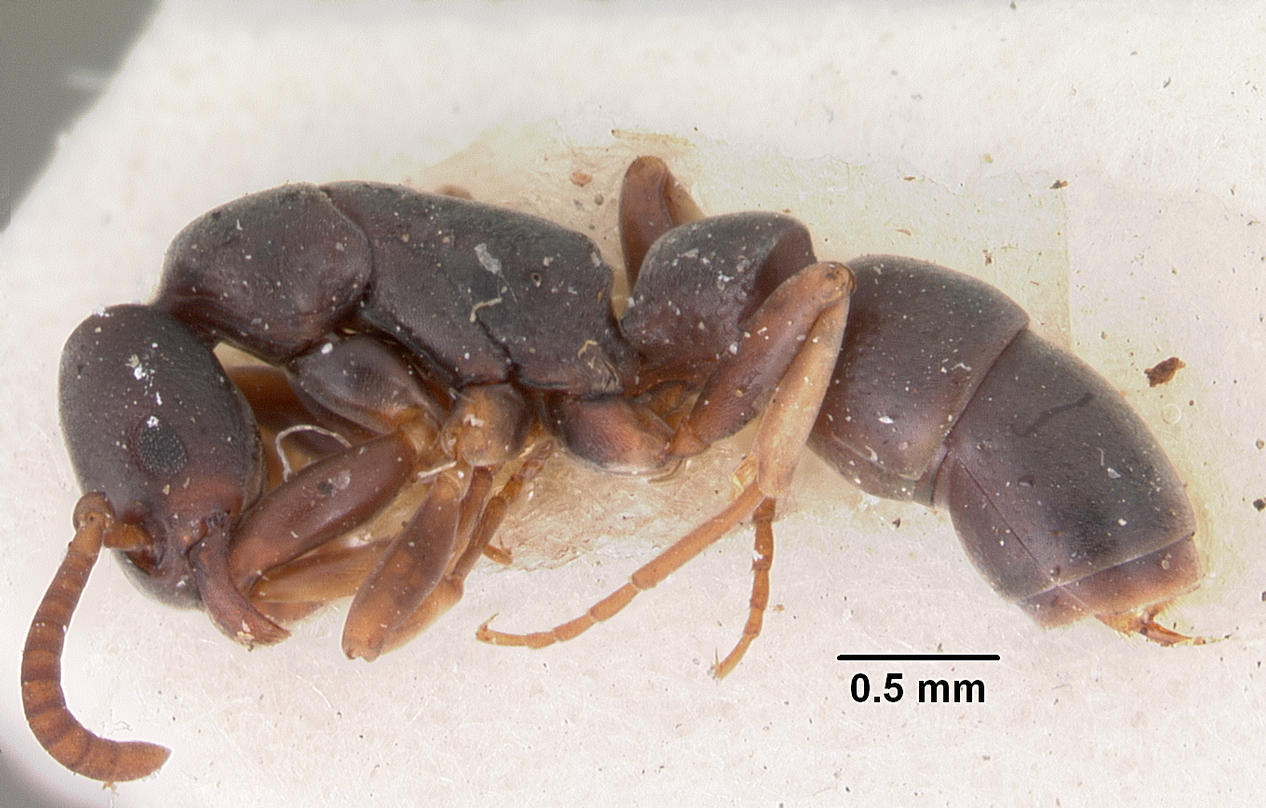
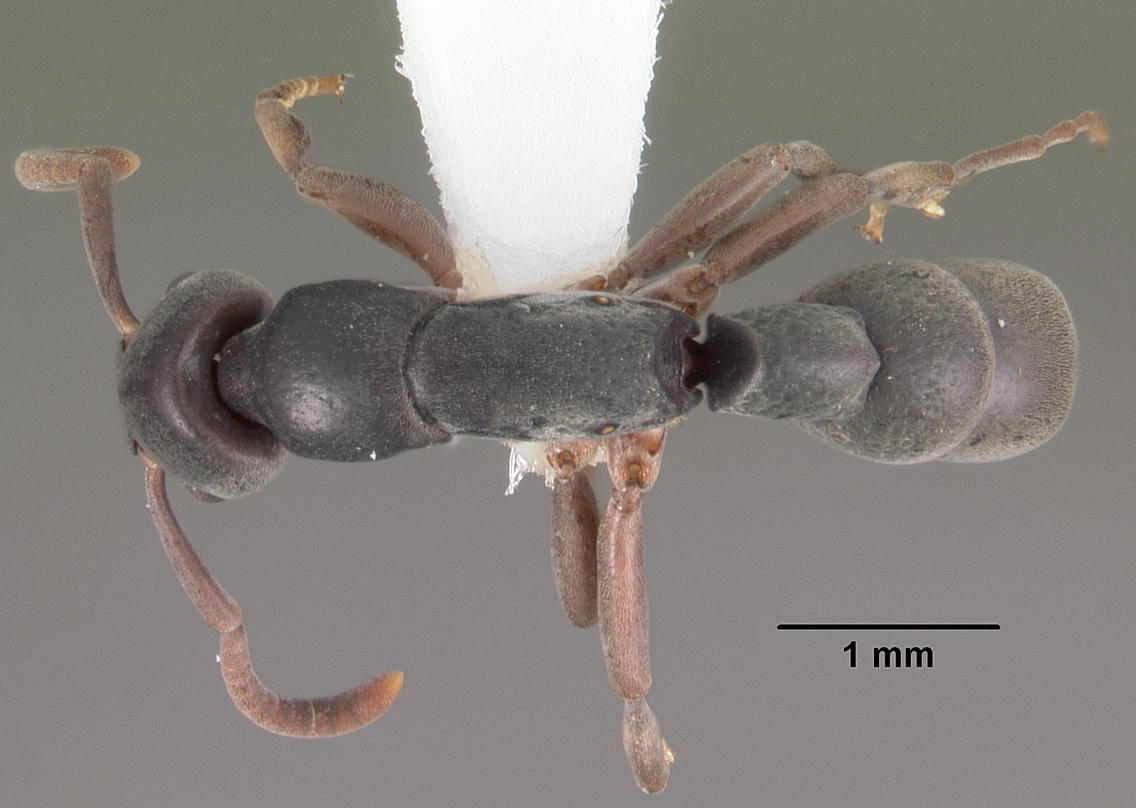
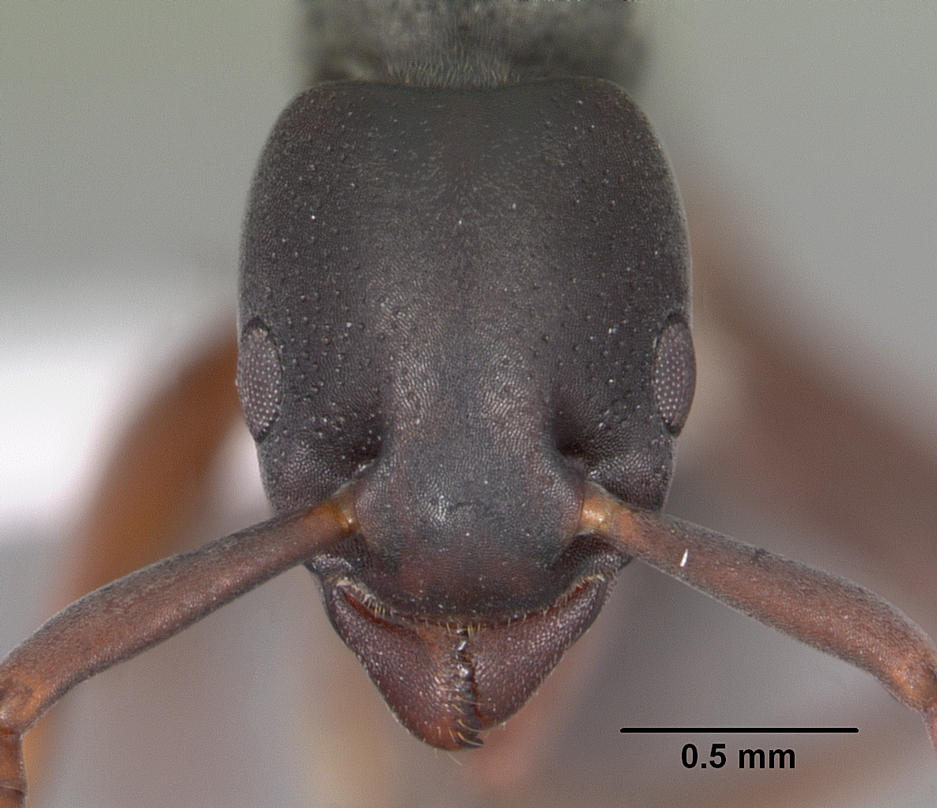